# Casausnaus
Casaunaus (francès Cazaunous) és un municipi occità de Comenge a Gascunya, situat a la regió d'Occitània, departament de l'Alta Garona.